# بحيرة سيدي محمد بن علي
بحيرة سيدي محمد بن علي هي بحيرة تقع غرب الجزائر في ولاية سيدي بلعباس وبالتحديد على أراضي بلدية بلدية عين الثريد على بعد 1.7 كيلومتر من مدينة سيدي بلعباس وعلى مَقْرُبة من الطريق السيار شرق-غرب.
هي مساحة من المياه تحتل حوض مياه يزيد عن 35 هكتارًا محاطة بنباتات زهرية متنوعة، وتُوَفِّر وسطا بيئيا يعيش فيه 26 نوعًا من الطيور المائية والأسماك وحيوانات برية كالذئب والقطط الأليفة والقنافذ.
منشأ البحيرة بشري بحت فهي تتغذى - منذ إنشائها خلال أربعينيات القرن الماضي - من تدفق نهر مكرة ووادي صارنو وكان يهدف إنشاؤها إلى احتواء تدفقات فيضانات نهر مكرة، وبالتالي الحد من مخاطر الفيضانات المدمرة التي كانت تجتاح مدينة سيدي بلعباس.
تحتل البحيرة حوضًا طبيعيًا حُفر في تضاريس رسوبية، وأغلق في اتجاه المصب بواسطة سد ترابي. يمنع قاع البحرية نفاذ الماء بفضل ترسب الرواسب وبيلغ عمقها الأقصى حوالي 30 م.